# Pussycat
Pussycat was een Nederlandse popgroep uit Zuid-Limburg. De band had in het midden van de jaren zeventig vier internationale hits op rij: Mississippi (1975), Georgie (1976), Smile (1976) en My broken souvenirs (1977) en daarna nog een serie hitsingles in Nederland en België. Mississippi stond in minstens vijftien landen op nummer 1 maar kende geen hitnotering in de VS, het land waar die rivier stroomt. Tweeëntwintig platen behaalden de status van goud. Het leeuwendeel van de nummers van de band, minstens 55, werd geschreven door Werner Theunissen.

## Geschiedenis

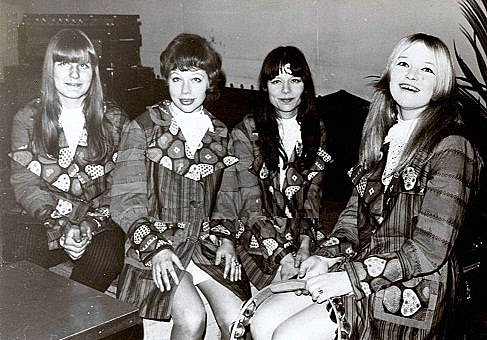
Sweet Reaction, ca, 1969-73
V.l.n.r. Tonny Jeroense, Marianne, Betty en Tonny Veldpaus

### Drie Zingende Zusjes
Toen Betty (1952-2024), Marianne (1951) en Tonny (1953) Veldpaus tussen de zes en acht jaar oud waren, kregen ze van hun stiefvader Stefan Kowalczyk elk een gitaartje cadeau. Ongeveer een jaar later vormden ze hun eerste zangtrio, de Drie Zingende Zusjes. Daarna traden ze op als The BG's from Holland, ook wel Beat Girls From Holland. Eerst was José Schokkenbroek de drumster en in 1968 nam de 13-jarige Tonny Jeroense de stokjes over. In 1969 of 1970 werd de naam gewijzigd in Sweet Reaction. In 1970, 1971 en 1975 verschenen drie singles. Hoewel deze geen notering in de hitlijsten behaalden, kwamen ze wel in een uitzending van Eddy Beckers The Eddy-go-round show te staan, waar die keer ook Demis Roussos en Soulful Dynamics optraden.
Lokaal had de band het druk met optredens. Loulou Willé, die samen met twee broers in Ricky Rendell And His Centurions speelde, kreeg een relatie met zangeres Tonny en stapte over naar Sweet Reaction. De band stond in die jaren onder leiding van Werner Theunissen en verder speelden Henk Hochstenbach (ex-The Sharons, ex-Goldwings) en Hans Lutjens mee tot 1973. Lutjens kwam in 1978 weer terug bij Pussycat.

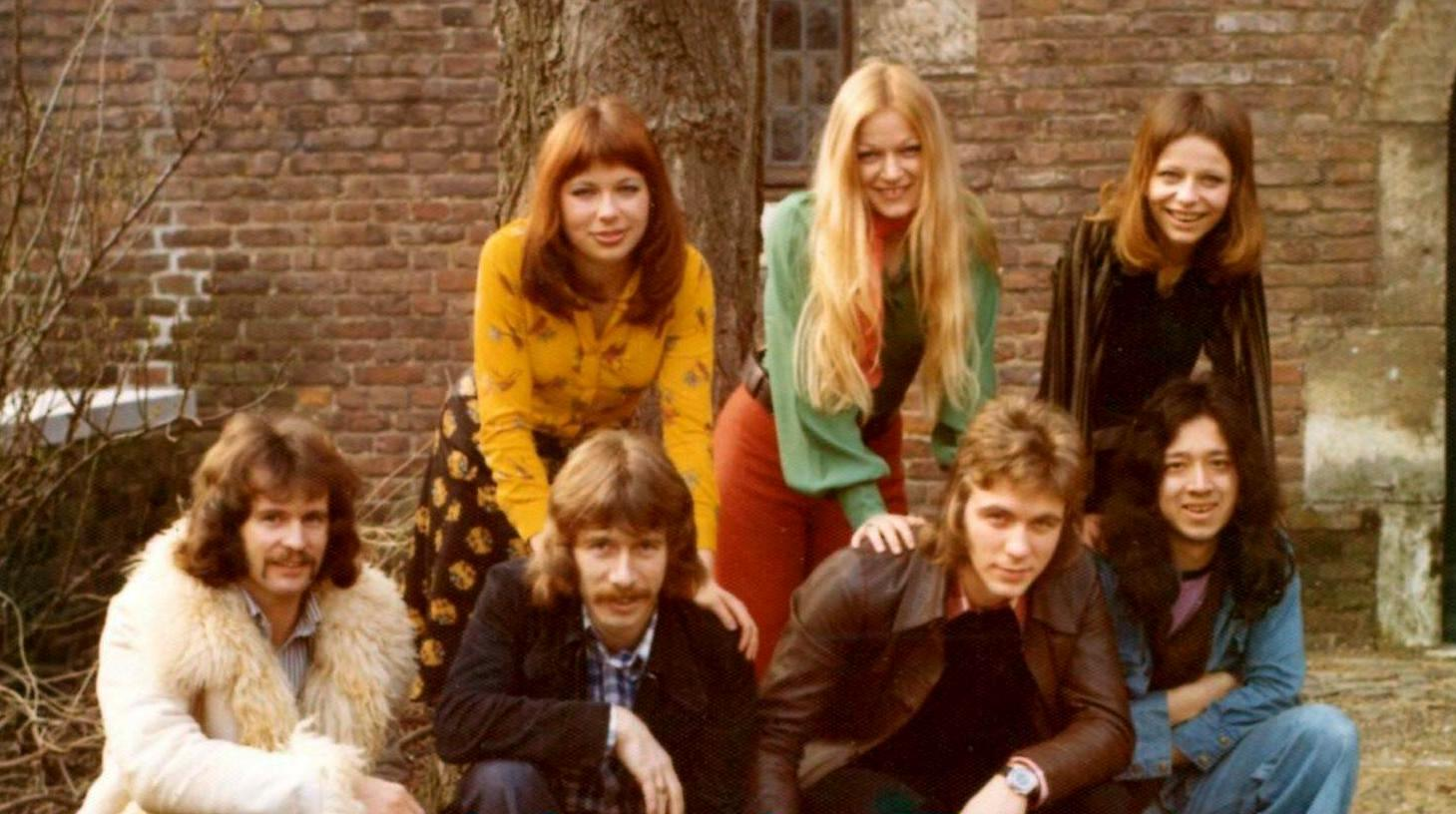
Sweet Reaction, ca. 1973

In 1973 kwamen daar vervolgens nog drie leden van de metalband Scum bij: drummer Theo Coumans, gitarist John Theunissen en bassist Theo Wetzels. Naast deze drie nieuwkomers bestond de band toen uit de drie zussen en Loulou Willé.
Ze maakten opnames op cassettebandjes die ze naar verschillende platenmaatschappijen stuurden. Tim Griek bood hun vervolgens aan om demo's op te nemen in de EMI-studio. Omdat de band te weinig nummers had, werd Mississippi er ook maar bijgedaan, ondanks dat ze zelf niet veel hadden met het nummer. EMI zag hier juist potentie in en ze kregen een contract voor twee singles, Mississippi en Georgie. Eddy Hilberts werd hen toegewezen als producer en het was op zijn initiatief dat de naam werd gewijzigd in Pussycat.

### Internationaal succes
In augustus 1975 brachten ze de single Mississippi uit. De single sloeg eerst niet aan tot het op een gegeven moment werd opgepikt door AVRO-dj Meta de Vries. Binnen enkele weken stond de band in het televisieprogramma van Kick Stokhuyzen en nog maar weinig weken later bereikte ze de nummer 1-positie van de Nederlandse hitlijsten.
Hierna volgden noteringen in een groot aantal landen en tot verrassing van Tonny Willé hoorde zij tijdens haar vakantie in Londen dat het nummer ook daar opgepikt werd. EMI boekte hun vakantieadres daarop om naar een kamer in het Hilton Hotel. In Engeland was het zelfs de eerste nummer 1-hit van Nederlandse bodem. Uiteindelijk belandde het nummer in minstens vijftien landen op nummer 1. Mississippi was ook meteen de grootste hit en wereldwijd werden er vijf miljoen exemplaren van verkocht. Niet lang erna namen de drie zussen ontslag bij DSM, waar ze alle drie werkten als telefoniste. In de VS, het land van de rivier de Mississippi, behaalde het lied geen hitnotering, hoewel een coverversie van de Amerikaanse zangeres Barbara Fairchild de top 40 haalde van de Billboard country-hitlijst.
De volgende single, Georgie (1976) werd opnieuw een nummer 1-hit in Nederland en kwam op nummer 2 in België, Oostenrijk en Zwitserland. Daarnaast stond het hoog in de hitlijsten van West-Duitsland en Nieuw-Zeeland. Daarna verscheen Smile (1976) die in Nederland en België bleef steken op nummer 2. Het was niettemin opnieuw een internationale hit met noteringen in nog zes andere landen, waaronder in het Verenigd Koninkrijk. Hun vierde single My broken souvenirs kwam in Nederland en België weer op nummer 1 te staan, evenals in Nieuw-Zeeland. Daarnaast was het een hit in de drie Duitstalige landen. De schrijver van al deze hits en van het grootste deel van hun repertoire was Werner Theunissen. Theunissen was hun gitaarleraar en sinds het begin van de band bij Pussycat betrokken.

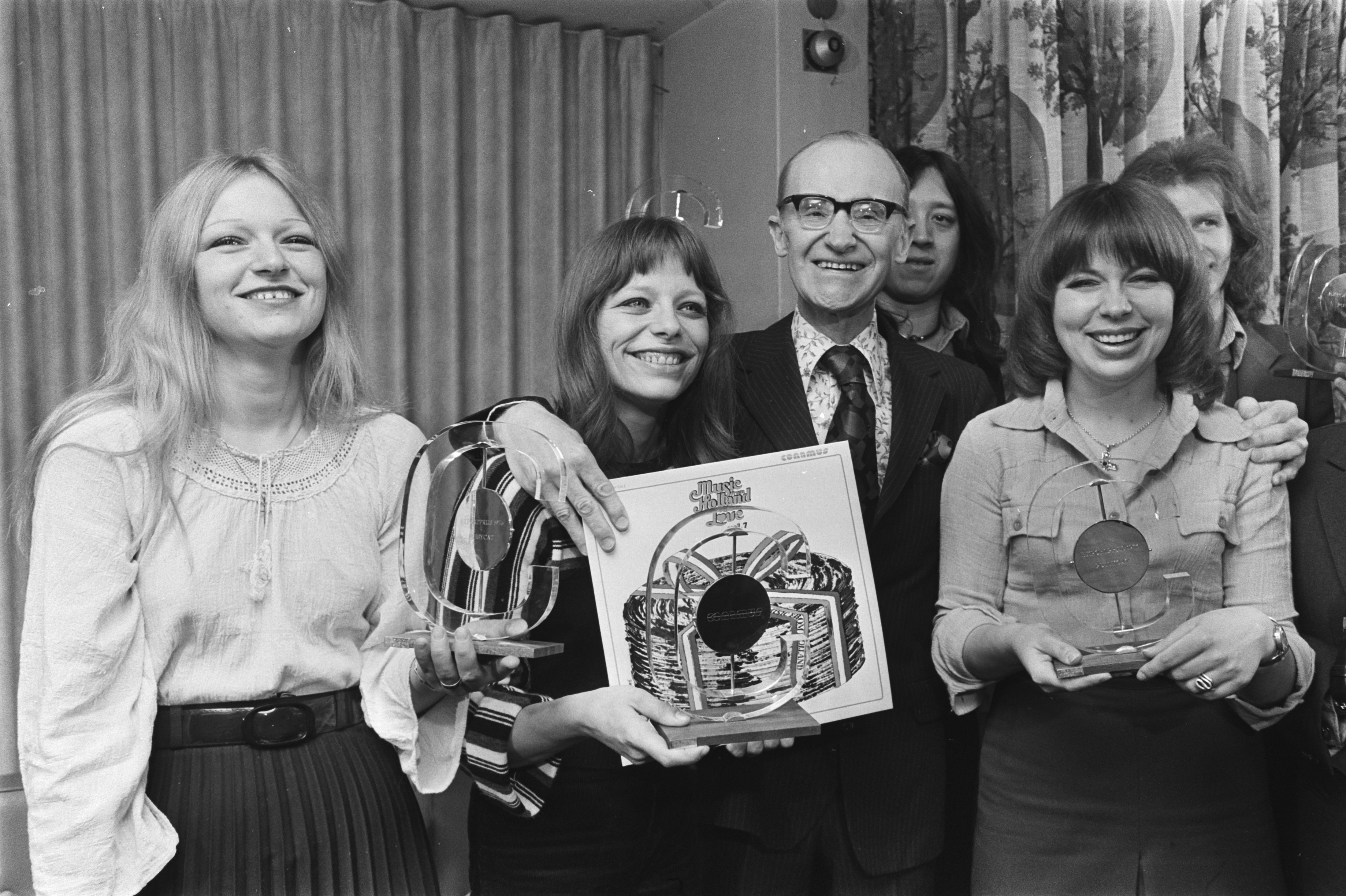
Uitreiking van de Conamus Exportprijs door de Britse ambassadeur Sir John Barnes, 1976

Pussycat werd in 1976 onderscheiden met de Conamus Exportprijs voor hun internationale succes. Daarnaast ontvingen ze meer prijzen, zoals een Edison, een Zilveren Harp en een Goldener Löwe in Duitsland van RTL. Veronica riep hun over 1976 uit tot de De populairste groep van Nederland.
Hierna behaalde de band tot en met Then the music stopped (1981) nog negen hits in de lijsten van Nederland en België, maar niet meer in andere landen. In Nederland volgden daarna nog drie hits, waaronder met Teenage queenie (1981) die ook elf weken in Duitsland genoteerd stond.

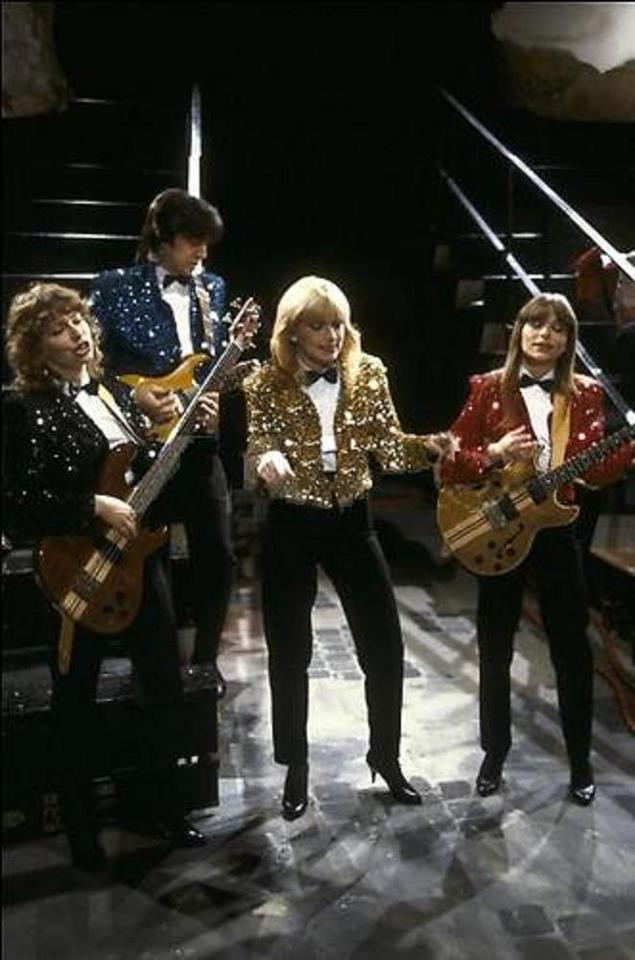
Pussycat als kwartet in 1984

Pussycat bracht zes reguliere elpees uit, waarvan de eerste vier werden geproduceerd door Eddy Hilberts. De arrangementen werden geschreven door Hilberts, Paul Natte en Wim Jongbloed. De vijfde werd geproduceerd en gearrangeerd door Pim Koopman en de zesde door het Duitse duo Günter Lammers en Juan Bastós. De eerste twee, First of all (1976) en Souvenirs (1977), behaalden de hitlijsten in verschillende landen en de laatste kende alleen een notering in Nederland.
Coumans verliet in 1978 de band en werd opgevolgd door Hans Lutjens die ervoor ook al met hen bij Sweet Reaction had gespeeld. Intussen won de bandrecorder steeds meer terrein en werd het optreden met een begeleidingsband relatief duur. Vanaf 1980 ging ook Pussycat over op de bandrecorder en gingen de drie zussen met Lou verder. Optredens die ze in deze tijd (1981-82) wel onder begeleiding deden, deden ze met Kees Buenen, Frans Meijer en Ferd Berger (later opgevolgd door gitarist Ritchie Severijns), drie oud-leden van de BB Band. Uiteindelijk besloten ze in 1985 om Pussycat op te heffen.

### Solocarrières, comebacks en reünies

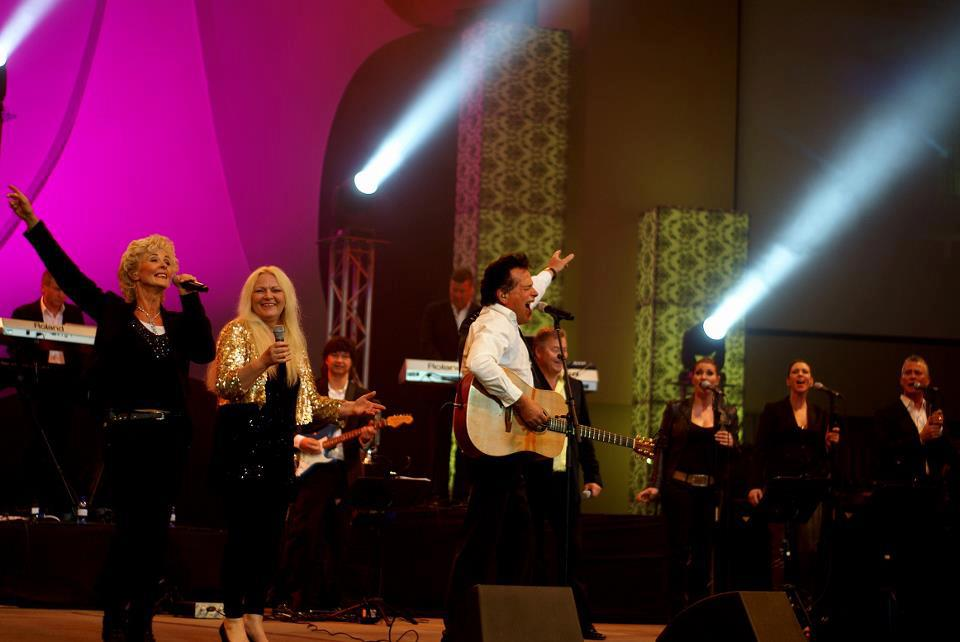
Toni Willé met Jan & Anny en George Baker in Pretoria in Zuid-Afrika, 2012

Hierna ging Toni Willé verder met een solocarrière, met in hetzelfde jaar haar debuutalbum Privilege (1985). Vooral in Duitsland, waar een grote golden oldies-scene bestaat, treedt ze sindsdien op met nieuw werk en ook met veel hits uit de tijd met Pussycat. Haar zus Marianne is erna een café begonnen en Betty hield zich bezig met haar gezin en was nog een tijd bassist voor een andere band.
In de jaren erna traden de zussen toch weer opnieuw op, echter nu onder de naam Anycat. In 1999 besloten ze om een comeback te maken onder hun oude naam Pussycat. Aanvankelijk was het alleen de bedoeling om op te treden, hoewel er toch een poosje werd gedacht aan het uitbrengen van nieuw materiaal dat zou worden geschreven door Werner Theunissen. Ze traden nog als Pussycat op tot en met 2001.
In 2001, 25 jaar na het succes met Mississippi, werd het verzamelalbum 25 jaar na Mississippi uitgebracht dat de Nederlandse hitlijsten bereikte. Het stond zeven weken in de Album Top 100 genoteerd. In dit jaar werden nog enkele reünieoptredens gegeven. In 2004 verscheen de box The complete collection, die bestond uit drie cd's en een dvd.
In 2005 namen ze samen met de Nederlandse countryband Major Dundee de single Somewhere someone op die ook op Major Dundees album Young gods werd gezet. In 2007 gaven ze hun achtergrondstemmen aan de Nederlandstalige reggaecover van Mississippi van Dennis Jones.
Betty Dragstra overleed op 28 juni 2024 op 72-jarige leeftijd. Ze was al geruime tijd ziek. Op 16 juni 2025 overleed Theo Coumans, de eerste drummer van Pussycat. Hij stierf op 76-jarige leeftijd in het Spaanse Alicante .

### Werner Theunissen
De belangrijkste songwriter voor Pussycat in al die jaren was Werner Theunissen. De drie zusjes hadden als kinderen gitaarles gehad van mijnheer Keuzekamp en op een gegeven moment wisselden ze naar hem als leraar. Ervoor had hij in The Rocking Apaches en The Entertainers gespeeld. Hij is geen familie van bandlid John Theunissen. Hij schreef minstens 55 nummers voor Pussycat, waaronder hun wereldhits Mississippi (1975), Georgie (1976), Smile (1976) en My broken souvenirs (1977).

## Bandleden
| lid                          | functie   | periode |
| ---------------------------- | --------- | ------- |
| Toni Willé-Veldpaus          | leadzang  | 1975-85 |
| Betty Dragstra-Veldpaus      | zang      | 1975-85 |
| Marianne Hensen-Veldpaus     | zang      | 1975-85 |
| Lou Willé, Toni's echtgenoot | gitaar    | 1975-85 |
| Theo Wetzels                 | basgitaar | 1975-80 |
| John Theunissen              | gitaar    | 1975-80 |
| Theo Coumans                 | drums     | 1975-78 |
| Hans Lutjens                 | drums     | 1978-80 |
| Kees Buenen                  | toetsen   | 1981-82 |
| Ferd Berger                  | gitaar    | 1981-82 |
| Frans Meijer                 | drums     | 1981-82 |
| Ritchie Severijns            | gitaar    | 1982-83 |

## Discografie

### Albums
Hieronder staat een samenvatting van de hitnoteringen. Voor meer gegevens, zie de artikelen over de albums.
| Jaar                       | album                   | NL top 100 | NL veronica | D  | N  | NZ | S  |
| -------------------------- | ----------------------- | ---------- | ----------- | -- | -- | -- | -- |
| 1976                       | First of all            | 4          | 3           | 10 | 2  | 16 | 26 |
| 1977                       | Souvenirs               | 6          | 6           | 28 | 9  | 1  |    |
| 1978                       | Wet day in September    | 16         | 25          |    | 15 |    |    |
| 1979                       | Simply to be with you   |            | 5           |    | 38 |    |    |
| 1981                       | Blue lights             | 10         |             |    |    |    |    |
| 1983                       | After all               |            | 5           |    |    |    |    |
| Verzamelalbums (selectie): |                         |            |             |    |    |    |    |
| 1994                       | The collection and more | 60         | 49          |    |    |    |    |
| 2001                       | 25 jaar na Mississippi  | 26         | 26          |    |    |    |    |
| 2023                       | Unreleased Demos 1983   | -          | -           |    |    |    |    |

### Singles
Hieronder staat een samenvatting van de hitnoteringen. Voor meer gegevens, zie de artikelen over de singles.
| Jaar | single                              | NL-Hitp. | NL-40 | B-30 | B-BRT | D  | AT | CH | GB | IRL | NZ | 6 meer |
| ---- | ----------------------------------- | -------- | ----- | ---- | ----- | -- | -- | -- | -- | --- | -- | ------ |
| 1975 | Mississippi                         | 1        | 1     | 1    | 1     | 1  | 4  | 1  | 1  | 1   | 1  | 1      |
| 1976 | Georgie                             | 1        | 4     | 2    | 2     | 6  | 2  | 2  |    |     | 14 |        |
| 1976 | Smile                               | 2        | 2     | 3    | 2     | 9  | 10 | 8  | 24 | 9   | 3  |        |
| 1977 | My broken souvenirs                 | 2        | 1     | 2    | 1     | 22 | 12 | 7  |    |     | 1  |        |
| 1977 | I'll be your woman                  | 12       | 11    | 21   | 13    |    |    |    |    |     |    |        |
| 1977 | If you ever come to Amsterdam       | 21       | 20    | -    | 28    |    |    |    |    |     |    |        |
| 1978 | Same old song                       | 9        | 10    | 10   | 8     |    |    |    |    |     |    |        |
| 1978 | Wet day in September                | 8        | 7     | 18   | 14    |    |    |    |    |     |    |        |
| 1978 | Hey Joe                             | 17       | 21    | 26   | 16    |    |    |    |    |     |    |        |
| 1979 | Daddy                               | 13       | 14    | 19   | 19    |    |    |    |    |     |    |        |
| 1979 | Let freedom range                   | 38       | tip   | 29   | 25    |    |    |    |    |     |    |        |
| 1980 | Doin' la bamba                      | 4        | 6     | 15   | 10    |    |    |    |    |     |    |        |
| 1981 | Then the music stopped              | 10       | 11    | 18   | 16    |    |    |    |    |     |    |        |
| 1981 | Une chambre pour la nuit            | 16       | 25    | -    | -     |    |    |    |    |     |    |        |
| 1981 | Teenage queenie                     | 33       | 36    | -    | -     | 47 |    |    |    |     |    |        |
| 1982 | Take a look at me                   | tip      | -     | -    | -     |    |    |    |    |     |    |        |
| 1983 | Lovers of a kind                    | 22       | 15    | 26   | 22    |    |    |    |    |     |    |        |
| 1983 | Chicano                             | tip      | tip   | -    | -     |    |    |    |    |     |    |        |
| 1983 | Chez Louis                          | -        | -     | -    | -     |    |    |    |    |     |    |        |
| 1983 | Roll on sweet Mississippi           | tip      | -     | -    | -     |    |    |    |    |     |    |        |
| 1984 | Light of a gypsy                    | tip      | tip   | -    | -     |    |    |    |    |     |    |        |
| 2004 | Somewhere someone, met Major Dundee | -        | -     | -    | -     |    |    |    |    |     |    |        |

### NPO Radio 2 Top 2000
| Nummers met noteringen in de NPO Radio 2 Top 2000 | '99 | '00  | '01 | '02 | '03 | '04 | '05 | '06 | '07 | '08 | '09 | '10  | '11  | '12  | '13  | '14  | '15  | '16  |
| ------------------------------------------------- | --- | ---- | --- | --- | --- | --- | --- | --- | --- | --- | --- | ---- | ---- | ---- | ---- | ---- | ---- | ---- |
| Mississippi                                       | 430 | 555  | 929 | 794 | 702 | 832 | 655 | 626 | 696 | 660 | -   | 1005 | 1266 | 1633 | 1595 | 1610 | 1691 | 1796 |
| My Broken Souvenirs                               | -   | 1852 | -   | -   | -   | -   | -   | -   | -   | -   | -   | -    | -    | -    | -    | -    | -    | -    |

1. ↑  Een '-' betekent dat het nummer niet was genoteerd en een vetgedrukt getal geeft de hoogste notering van een nummer aan.
2. ↑  Deze tabel is bijgewerkt tot en met de meest recente editie (2024).